# JaG-6
Der JaG-6 (russisch ЯГ-6) war ein Lastkraftwagen des sowjetischen Herstellers Jaroslawski Gossudarstwenny Awtomobilny Sawod (später Jaroslawski Awtomobilny Sawod). Er wurde von 1936 bis 1942 in Serie hergestellt, etwa 8100 Exemplare wurden gebaut. Das Fahrzeug war oberhalb des ZIS-5 angesiedelt. Der JaS-3 war ein Kipper auf Basis des Fahrgestells des JaG-6, von dem weitere knapp 4800 Einheiten hergestellt wurden.

## Beschreibung
Der JaG-6 war eine Weiterentwicklung des schon seit 1934 produzierten JaG-4. Beide Fahrzeuge hatten den gleichen aus Moskau zugelieferten 5,6-Liter-Ottomotor wie der leichtere Lastwagen ZIS-5. Über eine Zweischeiben-Trockenkupplung wurde die Kraft zunächst an ein handgeschaltetes Vierganggetriebe und dann an die Hinterachse übertragen. Die Bremse wirkte nur auf die Hinterachse. Der JaG-6 war damals einer der schwersten in Serie gefertigten zweiachsigen Lastwagen in der Sowjetunion.
Im Jahr 1938 experimentierte man mit US-amerikanischen Zuliefermotoren der Hercules Engine Company. Eine Großserienproduktion mit diesen Antrieben wurde jedoch nie aufgenommen.
In den späten 1930er-Jahren gab es mehrere Versuche, einen Nachfolger für das Fahrzeug zu entwickeln. Insbesondere entstand 1939 der deutlich moderner gestaltete Prototyp JaG-7 für 5000 kg Zuladung. Ebenfalls in diesem Zeitraum wurde der Prototyp JaG-8 gebaut, der für 7000 kg Nutzlast ausgelegt war. Keines der Modelle ging letztlich in Serie, wobei für die Produktion des JaG-7 feste Pläne bestanden und lediglich 1942 der Zweite Weltkrieg einen entsprechenden Umbau der Fertigung verhinderte.
Auf Basis des Fahrgestells des JaG-6 wurde ein Kipper mit vier Tonnen Nutzlast hergestellt, der JaS-3 (russisch ЯС-3). Das „S“ steht dabei für „samoswal“ (russisch самосвал), was übersetzt einfach Kipper bedeutet. Das Aussehen unterschied sich nicht vom Vorgänger JaS-1, der jedoch auf dem JaG-4 aufgebaut war. Zwischen 1936 und 1942 wurden 4765 JaS-3 zusätzlich zum Pritschenmodell JaG-6 gefertigt.
1942 musste das ZIS-Werk in Moskau, das die Motoren für die Lastwagen lieferte, im Zuge der Kampfhandlungen des Zweiten Weltkriegs wegen der nahenden deutschen Truppen evakuiert werden. Entsprechend wurden auch keine Motoren mehr geliefert. Die Lastwagenfertigung wurde in Jaroslawl daraufhin eingestellt und stattdessen bis 1945 Artilleriegerät produziert. Erst mit dem JaAZ-200 wurde 1945 wieder ein Lkw vorgestellt.
Die Rote Armee nutzte den JaG-6 für ihre Zwecke. Mit Stand des 20. Juni 1941 befanden sich 1600 Lastwagen dieses Typs in ihren Beständen.
In einem Technikmuseum im Raum Moskau ist ein Tanklöschfahrzeug mit 4000 l Fassungsvermögen auf Basis eines JaG-6 ausgestellt. Es ist einer der ganz wenigen vor dem Krieg produzierten Lastwagen aus Jaroslawl, die bis in die heutige Zeit erhalten geblieben sind. Zudem ist er der einzige, der zurzeit (2017) öffentlich zugänglich ist.

## Modellvarianten
- JaG-6: Produziert von 1936 bis 1942, die Grundvariante mit Pritsche. 8075 Exemplare wurden gebaut.
- JaG-6A: 1940 gebaute Variante mit dem Motor des Busses ZIS-16. Nur 15 Exemplare wurden hergestellt.
- JaG-6M: 1938 bis 1940 gebaute Version mit Hercules-YXC-B-Motor der Hercules Engine Company. Es wurden 50 Stück hergestellt.
- JaS-3: Ein Kipper auf Basis des JaG-6 mit vier Tonnen Zuladung, gefertigt von 1936 bis 1942.
- Auf Basis des JaG-6 wurde ein Tankwagen mit 4000 l Fassungsvermögen hergestellt,[5] der auch als Feuerwehrfahrzeug verwendet wurde.

## Technische Daten
Für die Grundversion JaG-6 mit Pritsche.
- Motor: Ottomotor, 6 Zylinder in Reihe
- Motortyp: ZIS-5
- Leistung: 73 PS (54 kW)
- Hubraum: 5555 cm³
  - Bohrung: 101,6 mm
  - Hub: 114,3 mm
- Verdichtung: 4,6:1
- Vergasermodell: MKS-6
- Tankinhalt: 177 l Benzin
- Verbrauch: 43,5 l/100 km
- Reichweite: 405 km
- Getriebe: mechanisches Vierganggetriebe
- Kupplung: Zweischeiben-Trockenkupplung
- Höchstgeschwindigkeit: 40 km/h
- Antriebsformel: 4×2

Abmessungen und Gewichte
- Länge: 6500 mm
- Breite: 2500 mm
- Höhe: 2550 mm
- Radstand: 4200 mm
- Spurweite vorne: 1780 mm
- Spurweite hinten: 1860 mm
- Bodenfreiheit: 300 mm
- Abmessungen der Ladefläche (L × B × H): 3780 mm × 2330 mm × 600 mm
- Leergewicht: 4930 kg
- Zuladung: 5000 kg
- Zulässiges Gesamtgewicht: 9930 kg
- Maximale Achslast vorne: 2595 kg
- Maximale Achslast hinten: 7335 kg